# Hexatoma baluchistanica
Hexatoma baluchistanica är en tvåvingeart som beskrevs av Alexander 1957. Hexatoma baluchistanica ingår i släktet Hexatoma och familjen småharkrankar.
Artens utbredningsområde är Pakistan. Inga underarter finns listade i Catalogue of Life.